# Fort des Basses Perches

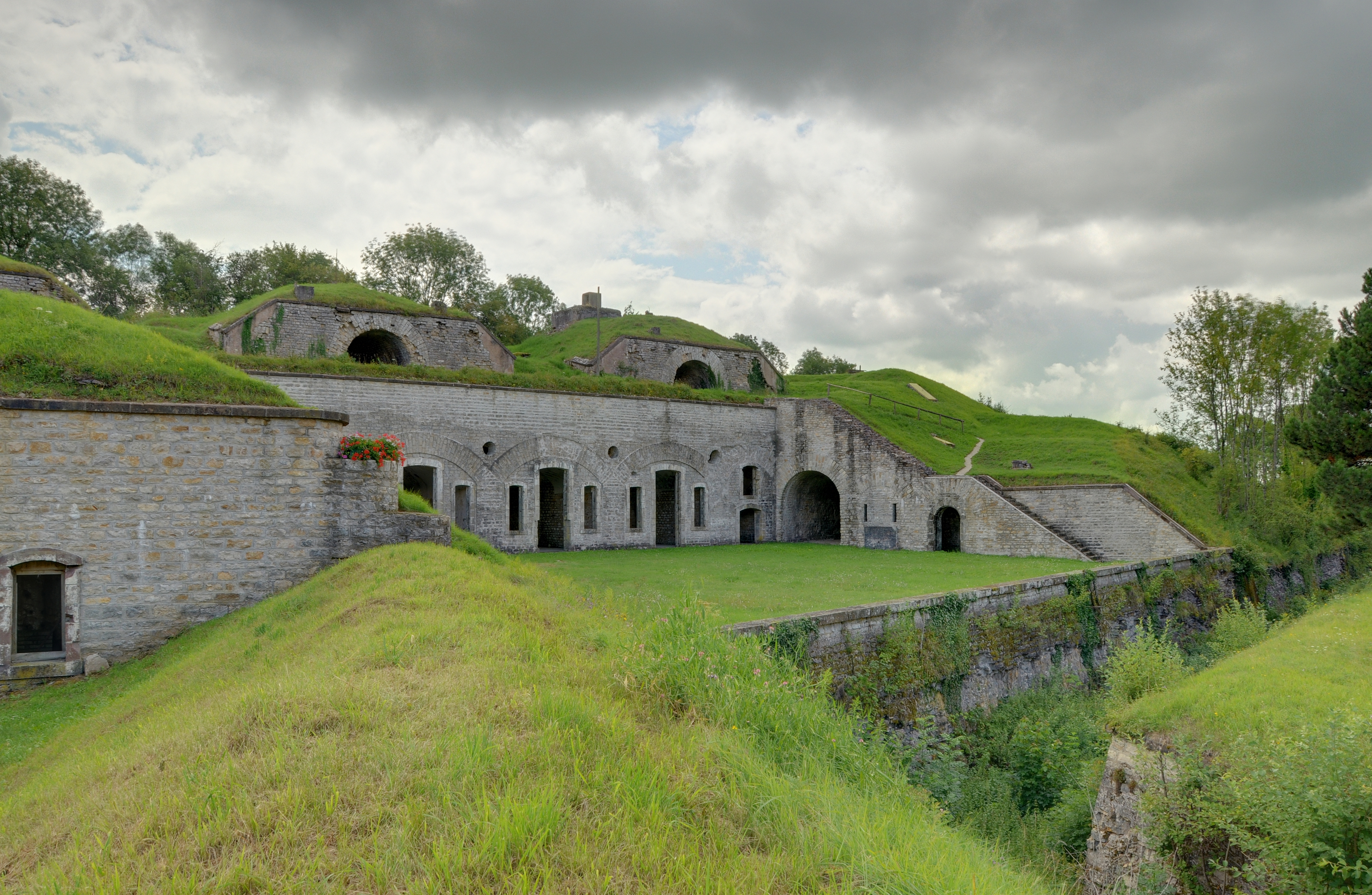
Kasernen mit darüberliegenden Hohltraversen

Das Fort des Basses Perches (kurzzeitig Fort Valmy) war Teil der Gürtelfestung Belfort.

## Benennung
Ursprünglich war es Fort des Basses Perches benannt. Per Präsidialdekret vom 21. Januar 1887 setzte der Kriegsminister Georges Boulanger um, dass alle Forts, befestigten Artillerieanlagen und Kasernen des Système Séré de Rivières die Namen von ehemaligen Militärkommandanten zu tragen haben, weswegen das Fort dann den Namen Fort Valmy nach François-Christophe Kellermann duc de Valmy erhielt. Am 13. Oktober 1887 wurde das vom Nachfolger Boulangers, Théophile Ferron, mit der Note n° 14980 vom gleichen Datum rückgängig gemacht und das Fort erhielt seinen ursprünglichen Namen zurück.

## Beschreibung
Erbaut wurde es als Folge des verlorenen Krieges gegen Deutschland und dem damit verbundenen Grenzverschiebungen nach Westen. Baubeginn war der 20. April 1874, die Fertigstellung erfolgte am 1. Juli 1877.
Es handelte sich dabei um einen Neubau des an dieser Stelle gestandenen alten Forts (1815 bis 1870) gleichen Namens und war Teil der östlichen Befestigung (Fortifications de l’Est) Frankreichs, gehörte als Zwischenwerk (Ouvrage) zum Typ „à cavalier“ und war eines der ersten Werke des Système Séré de Rivières. Es liegt in 425 Meter Höhe südöstlich von Belfort auf dem Gebiet der Gemeinde Danjoutin auf dem Gelände einer aufgelassenen Redoute die 1870 im Zuge der Belagerung (zur Verteidigung der Zitadelle) von Belfort angelegt worden war. Im Gegensatz zu den anderen Werken des Festen Platzes Belfort (2. Befestigungslinie) lag es auch aus diesem Grund noch in der 1. Befestigungslinie.

## Bauwerk
Es handelt sich um ein, in Mauerwerk aufgeführtes Objekt, das bei Fertigstellung bereits den artilleristischen Anforderungen (was sowohl die Feuerkraft als auch den Schutz anging) nicht mehr entsprach. Es war gänzlich mit einem trockenen Graben umgeben, der Zugang erfolgte über eine Zugbrücke auf den „Place d' arms“, der in Form einer Bastion auch zur Verteidigung der Kehle diente. Das Fort verfügte über keine gepanzerten Teile, die Geschütze standen frei auf den Wällen und waren lediglich durch die Brustwehr und Hohltraversen zwischen den Geschützständen gedeckt. Die Front war nach innen gebrochen und an den jeweiligen Winkeln zur Flanke allerdings bereits (entgegen der damals noch üblichen Bauweise mit Kaponnieren) mit doppelten Grabenwehren in der Contreescarpe ausgestattet. Dadurch wurde der Frontgraben und die Gräben an den Flanken gesichert. Der Zugang zu den Grabenwehren erfolgte durch Poternen unterhalb des Grabens. Das Fort verfügte nicht über eine Bäckerei, eine Sichtverbindung zu den Nachbarforts bestand nicht.
Nach dem Bau der Forts von Bessoncourt, Vézelois und der Ouvrage de Chèvremont, lag das Fort in der zweiten Linie und es wurden keine Modernisierungen mehr vorgenommen. Im Jahr 1893 wurde es lediglich an die Festungs-Ring(Eisen)bahn angeschlossen und erhielt 1913–1914 eine elektrische Stromversorgung. Während des Ersten Weltkrieges wurde dann noch auf einer der Hohltraversen ein betonierter Beobachtungsstand gebaut.

## Bewaffnung

### 1879
- Auf den Wällen

4 × Geschütze 155L „Canon de 155 mm L modèle 1877“ (155 mm)
9 × Geschütze 138 „Canon de 138 modèle 1873–74“ (138 mm)
4 × Geschütze „Canon de 12“ (120 mm)
2 × Mörser „Mortier de 220 mm modèle 1880“
1 × Mortier lisse de 22
- Grabenwehr

6 × Haubitzen „Obusier de 16“ (160 mm Glattrohr)

### 1882

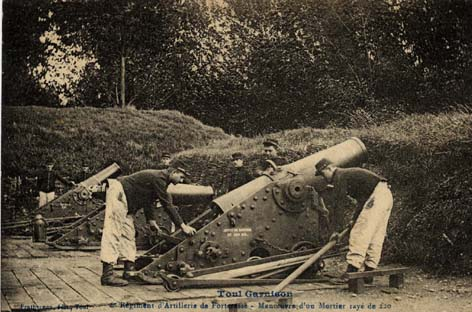
„Mortier de 220 modèle 1881“

- Auf den Wällen

4 × Geschütze 155L „Canon de 155 L modèle 1877“
4 × Geschütze 138 „Canon de 138 modèle 1873–1874“
4 × Geschütze 120L „Canon de 120 mm L modèle 1878“ (120 mm)
2 × Mortier lisse de 22
1 × Mortier lisse de 27
1 × Mörser „Mortier de 220 modèle 1881“ (220 mm)
- Grabenwehr

2 × Canon revolver de 40 mm modèle 1879 „canon revolver de 40 mm modèle 1879 système Hotchkiss“
4 × Haubitzen „Obusier de 16“ (160 mm Glattrohr)

### 1886
- Auf den Wällen

4 × Geschütze 155L „Canon de 155 long modèle 1877“ (155 mm)
4 × Geschütze 138 „Canon de 138 modèle 1873–1874“ (138 mm)
4 × Geschütze 120L „Canon de 120 long modèle 1878“ (120 mm)
2 × Mortier lisse de 22  (220 mm)
1 × Mortier lisse de 27 (270 mm)
1 × Mörser „Mortier de 220 modèle 1881“ (220 mm)
- Grabenwehr

4 × Canon revolver de 40 mm modèle 1879
2 × Kasemattgeschütze Canon 12 de culasse modèle 1884

### 1906
- Auf den Wällen

2 × Geschütze 155L „Canon de 155 long modèle 1877“
4 Feldgeschütze „Canon de 90 de campagne modèle 1877“
2 × Mortier lisse de 22
1 × Mortier lisse de 27
- Grabenwehr

4 × Canon revolver de 40 mm modèle 1879
2 × Kasemattgeschütze „Canon de 12 culasse modèle 1853“

### 1912

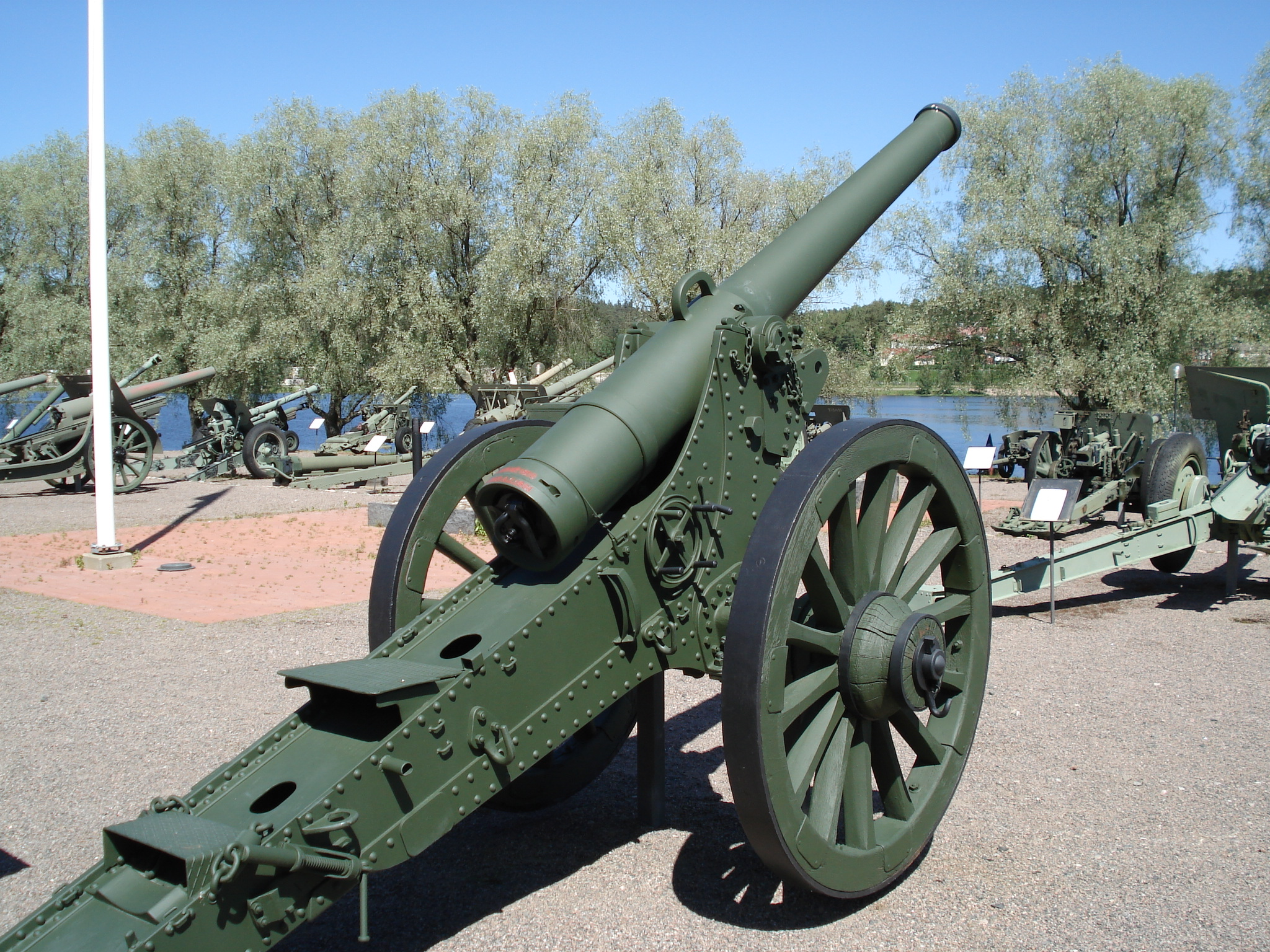
„canon de 120 long modèle 1878“

- Auf den Wällen

2 Feldgeschütze „Canon de 90 mm modèle 1877“ (90 mm)
4 × Geschütze 120L „Canon de 120 long modèle 1878“ (120 mm)
2 × Mortier lisse de 22
- Grabenwehr

4 × Canon revolver de 40 mm modèle 1879
2 × Kasemattgeschütze „Canon de 12 culasse modèle 1853“ (121 mm mit Schraubkurbelverschluss)

### 1914
- Auf den Wällen

2 × Geschütze 120L „Canon de 120 long modèle 1878“ (120 mm)
2 × Mortier lisse de 22
- Grabenwehr

4 × Canon revolver de 40 mm modèle 1879
2 × Kasemattgeschütze „Canon 12 de culasse modèle 1884“

## Weitere Angaben
- Besatzung: zwei Offiziere, vier Unteroffiziere, 176 Mannschaften
- Kapazität des Pulvermagazins: 24,3 t Schwarzpulver und 4078 Granaten vom Kaliber 138 mm
- Trinkwasserversorgung: ein Brunnen und eine Zisterne (208 m³ Inhalt)
- Schlafplätze in der Friedenskaserne: 204
- Kommunikation: zu den anderen Forts per elektrischem Telegraph
- Gesamtkosten: 939.000 Franc d' or

Das Fort war in keine Kampfhandlungen verwickelt und wurde während des Zweiten Weltkriegs  endgültig aufgegeben. Seit 1999 befindet es sich im Besitz der Gemeinde Danjoutin und wird zum Tag des Denkmals für Besucher geöffnet. Es werden Restaurierungsarbeiten durchgeführt. Da das Fort in seiner Bausubstanz nahezu unverändert blieb, zeigt es als eines der wenigen dieses Typs den Zustand in seiner ursprünglichen Form.

## Bemerkungen
1. ↑  Note n° 5285 vom 25. März 1886 des Kriegsministers Boulanger an die Generalkommandanten der Militärregionen; Präsidialdekret vom 21. Januar über die Umbenennung der Forts, befestigte Artillerieanlagen und Kasernen gemäß dem Vorschlag des Kriegsministers M. le général Boulanger.
2. ↑  Die Originalbezeichnung „canon de revolver“ ist irreführend, da es sich um ein mehrläufiges Geschütz nach dem System Gatling handelt. Dieses wird auch im französischen manchmal als Mitrailleuse angesprochen.

Koordinaten: 47° 37′ 35,5″ N, 6° 52′ 7,6″ O